# Mam'zelle Nitouche (film, 1954)
Pour les articles homonymes, voir Mam'zelle Nitouche (homonymie).
Pour plus de détails, voir Fiche technique et Distribution.
Mam'zelle Nitouche est un film français réalisé par Yves Allégret en 1953, d'après l'opérette éponyme d'Henri Meilhac, Albert Millaud, et Hervé, sorti en 1954.

## Synopsis
Saint homme, jouissant de l'entière confiance de la supérieure, Célestin est organiste au couvent des Hirondelles, mais il est aussi, sous le nom de Floridor, le compositeur de l'opérette La Belle de Robinson qui doit être créée par sa maîtresse Corinne. Liaison pleine de danger car Corinne est aussi celle du major du 9e dragon, qui n'est autre que le frère de la supérieure du couvent. Une élève, Denise, a découvert la double identité de l'organiste. Ce dernier vivra de multiples aventures avant le happy-end qui le verra célèbre compositeur en vogue.

## Fiche technique
- Réalisation : Yves Allégret
- Scénario : d'après l'opérette éponyme d'Henri Meilhac, Albert Millaud, et Hervé
- Adaptation : Marc Allégret, Marcel Achard et Jean Aurenche (non mentionné au générique)
- Dialogue : Marcel Achard
- Assistants réalisateur : Jean Valère, Serge Witta et Alain Jessua
- Images : Armand Thirard
- Opérateur : Louis Née, assisté de Jean Dicop et Robert Florent
- Musique : Georges Van Parys, sur une adaptation d'une partition d'Hervé, édité par Hengel
- Décors : Jean d'Eaubonne, assisté d'Auguste Capelier, Marc Frédérix et Robert André
- Costumes et décors de théâtre : Georges Wakhévitch
- Costumier : Jean Zay
- Montage : Claude Nicole, assistée de Gisèle Boudet
- Son : William-Robert Sivel, assisté de Pierre Zann et Arthur Van Der Meeren
- Maquillage : Line Gallet et Boris Karabanoff
- Photographe de plateau : Gaston Thonnard
- Script-girl : Suzanne Bon
- Ensemblier : Robert Christidès
- Ballets de Anita Avila
- Régisseur général : Fred Surin, assisté de René Noël
- Régisseur extérieur : C. Chieusse
- Coiffures : Serge Stein
- Accessoiristes : R. Lemoigne et L. Boussarogues
- Enregistrement : A.R.T.E.C Western Electric, système sonore
- Développement G.T.C Joinville
- Tournage du 2 novembre 1953 au 2 janvier 1954 à Franstudio, studios Saint-Maurice
- Pellicule 35mm, couleur Technicolor par Eastmancolor
- Chefs de production : Robert et Raymond Hakim,
- Directeur de production : Ralph Baum
- Production : Paris Films Production (Paris) - Panitalia, Rizzoli Films (Rome) - (Franco-Italienne)
- Distribution : Lux
- Première présentation le 21/04/1954
- Durée : 90 min
- Genre : Comédie
- Visa d'exploitation : 13936
- Affiche : Jean Mascii (France)

## Distribution
- Fernandel : Célestin l'organiste, Floridor le compositeur
- Pier Angeli : Denise de Flavigny, Mlle Nitouche
- François Guérin : le lieutenant André La Vauzelle
- Jean Debucourt : le commandant major Léon de Longueville, commandant du 9e dragon
- Michèle Cordoue : Corinne, actrice, maîtresse de Floridor et protégée du commandant
- Renée Devillers : la mère supérieure, sœur du commandant
- Margo Lion : Léontine, la sœur tourière
- Bernard Lajarrige : le réserviste Loriot qui arrive avec un jour d'avance
- Louis de Funès : le maréchal des logis Petrot
- Georges Chamarat : l'adjudant
- Olivier Hussenot : le brigadier Lacroix qui amène les réservistes
- Jacques Dynam : le premier réserviste
- Pierre Olaf : le second réserviste
- Daniel Ceccaldi : le troisième réserviste, qui veut coucher en ville
- Maurice Biraud : le réserviste Paubiquet
- Victor Lanoux : un coiffeur[réf. nécessaire]
- Albert Zard : un coiffeur
- Nerio Bernardi : l'épicier italien qui reçoit des pots de fleurs
- Hélène Tossy : la femme du commandant major
- Michel Etcheverry : le patron de l'hôtel
- Fernand René : le valet de chambre de l'hôtel
- Gaston Orbal : Gustave, le directeur du théâtre
- Max Elloy : l'acteur qui joue "Célestin"
- André Roanne : le "vieux-beau" qui reçoit l'eau sur la tête
- Pierrette Simonet : une élève
- Danick Patisson : une amie
- Françoise Vallery : Marie
- Paola Borboni : Rosa
- Katherine Kath : Gimblette, la danseuse
- Dany Cintra : Annie
- Annick Bertrand : Janine
- Jacques Mattler : un acteur
- Sophie Saint-Ra : Françoise
- Catherine Valnay : Loulou
- Bernard Musson : un réserviste
- Paul Faivre : le cocher
- Robert Le Béal : un acteur
- Charles Lemontier : le général qui accompagne le commandant au théâtre
- Claudette Donald : ?
- Gilles Gallion[1] : ?
- Robert Mercier : un réserviste
- Laure Paillette (sous réserves) : la sœur qui amène la gerbe de fleurs